# 2001-es amerikai lépfenetámadások
A 2001-es amerikai lépfenetámadások (anthraxtámadások vagy Amerithrax) az Egyesült Államokban 2001. szeptember 18. és október 9. között lezajló biológiai támadássorozat, mely során öten meghaltak és 17-en megbetegedtek. Az elkövető minden bizonnyal Bruce Edwards Ivins mikrobiológus és vakcinakutató volt.

## Kezdet
Az első beteg a 63 éves Robert Stevens, a The Sun magazin fotóriportere volt. A férfi az anthrax legsúlyosabb típusában, az ún. belégzéses anthraxban betegedett meg, majd másnap meghalt. Ezt követően egy újabb férfi fertőződött meg, aki – mint kiderült a szintén a floridai American Media irodaházban dolgozott, és az első beteg munkatársa volt. A vizsgálódó szakemberek megállapították, hogy a baktériumot levelek segítségével juttatták az irodaházba.